# 5032 Conradhirsh
5032 Conradhirsh este un asteroid din centura principală de asteroizi.

## Descriere
5032 Conradhirsh este un asteroid din centura principală de asteroizi. A fost descoperit pe 18 iulie 1990 la Observatorul Palomar de Eleanor Francis Helin. Asteroidul prezintă o orbită caracterizată de o semiaxă mare de 3,00 ua, o excentricitate de 0,11 și o înclinație de 10,6° în raport cu ecliptica.